# Paul Allaerts
Paul Allaerts (Mol, 9 juli 1964) is een Belgisch voormalig voetbalscheidsrechter. Hij is twee jaar na elkaar bekroond door de Belgische trainers en spelers tot scheidsrechter van het jaar. In 2012 werd hij talentenbegeleider bij de UEFA.
Paul Allaerts was sinds 1985 scheidsrechter en debuteerde in 1996 op het hoogste niveau in de Belgische competitie. Allaerts floot Champions League-wedstrijden en duels in de UEFA Cup. In 2009 stopte hij op 45-jarige leeftijd met fluiten.
In januari 2013 werd Allaerts technisch directeur van de Koninklijke Belgische Voetbalbond (KBVB). De gewezen scheidsrechter volgde Benoît Thans op.
| evenement                 | wed | Kreeg geel | Kreeg voor de tweede keer geel en dus rood | Weggestuurd |
| ------------------------- | --- | ---------- | ------------------------------------------ | ----------- |
| Vriendschappelijk         | 2   | 0          | 0                                          | 0           |
| UEFA Intertoto Cup        | 1   | 3          | 0                                          | 0           |
| UEFA Cup                  | 6   | 16         | 1                                          | 2           |
| UEFA Champions League     | 8   | 15         | 0                                          | 0           |
| UEFA EK kwalificatie 2004 | 1   | 2          | 0                                          | 0           |
| UEFA EK kwalificatie 2008 | 2   | 4          | 0                                          | 0           |
| UEFA WK kwalificatie 2006 | 3   | 9          | 0                                          | 0           |
| Totaal                    | 23  | 49         | 1                                          | 2           |

* Bijgewerkt tot 30 november 2006